# Каримов, Турсунали
Турсунали Каримов — советский узбекистанский хозяйственный деятель, Герой Социалистического Труда.

## Биография
Родился в 1929 году на территории современного Касансайского района Наманганской области. Член КПСС с 1961 года.
В 1956—1989 — бригадир колхоза имени Куйбышева Касансайского района Наманганской области.
Указом Президиума Верховного Совета СССР от 25 декабря 1976 года присвоено звание Героя Социалистического Труда с вручением ордена Ленина и золотой медали «Серп и Молот».
Жил в Наманганской области Узбекистана.

## Награды и звания
- Герой Социалистического Труда (25.12.1976)
- Орден Ленина (14.12.1972, 25.12.1976)